# DEFYER
DEFYER（ディファイヤー）は、日本のロックバンド。

## メンバー
- 斉尾希成（ボーカル）
- 朝井泰生（ギター）

解散後は山羊智詞&赤羽楽団、DYNAMITE MACHINE、MANIAで活動。
- 鈴木聡一（ギター）
- 栗栖太郎（ベース）
- 松本靖夫（ドラムス）

## 概要・略歴
1986年、法政大学の音楽サークルバンドとして結成。1989年9月2日放送の『三宅裕司のいかすバンド天国』に出演し、楽曲「Rockin' Rollin'」で完奏を果たす。
1990年7月、東芝EMIのレーベルであるイーストワールドからシングル「Loving Woman」でメジャーデビュー。同レーベルからシングル2枚、アルバム1枚をリリースするが、1991年12月27日をもって解散。

## タイアップ一覧
| 使用年 | 曲名         | タイアップ                                            |
| ------ | ------------ | ----------------------------------------------------- |
| 1990年 | Loving Woman | フジテレビ系『世界の常識・非常識!』エンディングテーマ |